# Kristina Bille
Kristina Bille Hansen (* 3. April 1986 in Hvalpsund) ist eine ehemalige dänische Handballspielerin.

## Karriere
Bille begann das Handballspielen in ihrem Geburtsort bei Hvalpsund IF. Später schloss sich die damalige Jugendspielerin Viborg HK an. Ab 2004 gehörte die Außenspielerin dem Kader der Damenmannschaft an, mit der sie 2006 die dänische Meisterschaft und die EHF Champions League gewann. Um mehr Spielzeit zu erhalten, unterschrieb sie 2007 einen Vertrag bei Aalborg DH. Zur Saison 2011/12 wechselte Bille zum slowenischen Erstligisten RK Krim. Im März 2012 verließ sie vorzeitig Krim und nahm im folgenden Sommer ein Angebot des norwegischen Vereins Larvik HK an. Mit Larvik gewann sie 2013 die Meisterschaft und stand im Finale der Champions League. Aufgrund ihrer Schwangerschaft pausierte sie die komplette Saison 2013/14. Anschließend schloss sie sich dem dänischen Erstligisten Skive fH an. Im Januar 2015 schloss sie sich dem Zweitligisten Vendsyssel Håndbold an. Im Sommer 2016 wechselte sie zum Zweitligisten EH Aalborg. Ab der Weihnachtspause 2017/18 pausierte sie schwangerschaftsbedingt. Nach der Saison 2017/18 verließ sie EH Aalborg.
Bille gehört seit 2005 dem Kader der dänischen Nationalmannschaft an, für die sie in 100 Länderspielen 155 Tore warf. Ihre ersten beiden Turniere mit Dänemark waren die Weltmeisterschaft 2005 und die Europameisterschaft 2006. In den folgenden Jahren gelang es Dänemark sich entweder nicht für die Endturniere zu qualifizieren oder Bille hatte nicht den Sprung in den Kader geschafft. Bei der Weltmeisterschaft 2011 wurde sie im Turnierverlauf für die verletzte Maibritt Kviesgaard nachnominiert. Mit Dänemark belegte sie den vierten Platz. Ihre nächste Turnierteilnahme war die Europameisterschaft 2012.

### Erfolge
- dänischer Meister 2006
- norwegischer Meister 2013
- EHF Champions League 2006